# DeWolff
DeWolff ist eine niederländische Band aus dem Bereich Psychedelic- und Bluesrock. Sie wurde 2007 in Geleen gegründet und besteht aus den Brüdern Luka (Schlagzeug, Gesang) und Pablo van de Poel (Gitarre, Gesang) sowie Robin Piso (Hammondorgel, Keyboard und Gesang). Ihre Besetzung entspricht der eines Orgeltrios.

## Geschichte
Ihren Namen hat die Band der Figur „The Wolf“ aus dem Film Pulp Fiction, dargestellt von Harvey Keitel, nachempfunden. DeWolff gewann im Jahr 2008 den ersten Preis eines landesweiten Talentwettbewerbs. Im August jenes Jahres erhielten sie einen Plattenvertrag. Zu dem Zeitpunkt war Schlagzeuger Luka van de Poel erst 14, Gitarrist Pablo van de Poel 16, Keyboarder Robin Piso 17 Jahre alt. Konzerten im Amsterdamer Paradiso folgten 2010 erste Auftritte auch in Belgien und Deutschland, unter anderem auf dem Crossroads-Festival in Bonn, wo sie zum ersten Mal für den Rockpalast des WDR aufgenommen wurden. Die Webseite des Rockpalast attestiert DeWolff, „die Welt mit wildem, psychedelischem Sixties-Blues-Rock zu erschüttern“. Die drei Niederländer nähmen den Hörer mit „in eine Zeit, in der Led Zeppelin, Cream, Pink Floyd und Deep Purple die Welt beherrschten“.
Den endgültigen Durchbruch brachte dem Trio sein zweites Album Orchards/Lupine, ein „psychedelische[r] Klassiker der Neuzeit“. Auf der B-Seite von DeWolff IV (2012) veröffentlichten DeWolff mit A Mind Slip eine „Mini-Rockoper“, mit der sie auch live „das volle Psychedelik-Brett“ boten. 2014 folgte Grand Southern Electric, auf dem die Band „verstärkt die Geschichte des US-amerikanischen Southern Rock aufarbeite[t]“.
Als sechstes Studioalbum erschien 2016 Roux-Ga-Roux, das von der Kritik ebenfalls mit Lob bedacht wurde. Klaus Bornemann schrieb bei BetreutesProggen.de: „DeWolff zelebrieren US Southern Rock mit einer kultivierten Grundstimmung [...] Jede Sekunde der 51 Minuten macht einfach nur Freude.“ Roman Jasiek spricht bei avalost.de von einem „Freudenfest für Classic-/Psychedelic-Rock-Fans“, begeisternd durch „unfassbare Kreativität und Spielfreude“.
DeWolff betreiben ein eigenes Studio, Electrosaurus Southern Sound Studio, welches sich bis Anfang 2023 in Utrecht befand und das Label Electrosaurus Records.

## Diskografie

### Studioalben
| Jahr | Titel                                  | Höchstplatzierung, Gesamtwochen, AuszeichnungChartplatzierungen (Jahr, Titel, Platzierungen, Wochen, Auszeichnungen, Anmerkungen) | Höchstplatzierung, Gesamtwochen, AuszeichnungChartplatzierungen (Jahr, Titel, Platzierungen, Wochen, Auszeichnungen, Anmerkungen) | Anmerkungen |
| Jahr | Titel                                  | NL | DE | Anmerkungen |
| ---- | -------------------------------------- | --- | --- | --- |
| 2009 | Strange Fruits And Undiscovered Plants | NL50 (6 Wo.)NL | — | |
| 2011 | Orchards/Lupine                        | NL11 (11 Wo.)NL | — | |
| 2012 | DeWolff IV                             | NL18 (4 Wo.)NL | — | |
| 2014 | Grand Southern Electric                | NL6 (5 Wo.)NL | — | |
| 2016 | Roux-Ga-Roux                           | NL7 (5 Wo.)NL | — | |
| 2018 | Thrust                                 | NL6 (2 Wo.)NL | — | |
| 2020 | Tascam Tapes                           | NL7 (2 Wo.)NL | — | |
| 2021 | Wolffpack                              | NL2 (4 Wo.)NL | — | |
| 2022 | Present Double Cream                   | NL87 (1 Wo.)NL | — | mit Dawn Brothers |
| 2023 | Love, Death & In Between               | NL1 (3 Wo.)NL | DE72 (1 Wo.)DE | deutlich erweiterte elfköpfige Besetzung mit zusätzlichem Bassist, Pianist, Perkussionist, zwei Backgroundsängerinnen und jeweils einem Saxofonist, Trompeter und Posaunist |
| 2024 | Muscle Shoals                          | NL8 (1 Wo.)NL | — | |

### Livealben
| Jahr | Titel                                  | Höchstplatzierung, Gesamtwochen, AuszeichnungChartsChartplatzierungen (Jahr, Titel, Platzierungen, Wochen, Auszeichnungen, Anmerkungen) | Anmerkungen |
| Jahr | Titel                                  | NL | Anmerkungen |
| ---- | -------------------------------------- | --- | --- |
| 2015 | Live & Outta Sight                     | NL19 (4 Wo.)NL | |
| 2019 | Live & Outta Sight II                  | NL78 (1 Wo.)NL | |
| 2021 | Live at Royal Theatre Carré, Amsterdam | — | mit dem Metropole Orkest |
| 2021 | Nonagon Marathon                       | — | Liveversionen aller Alben bis zu dem Zeitpunkt in chronologischer Reihenfolge |
| 2023 | Live & Outta Sight 3                   | NL—NL | gleiche deutlich erweiterte elfköpfige Besetzung wie auf „Love, Death And Inbetween“ mit zusätzlichem Bassist, Pianist, Perkussionist, zwei Backgroundsängerinnen und jeweils einem Saxofonist, Trompeter und Posaunist |

Weitere Livealben
- 2011: Letter God (Foto- und Textbuch mit CD und DVD)[9]

### EPs
- 2008: DeWolff

### Singles
- 2008: Gold and Seaweed
- 2009: Fishing Night at Noon
- 2009: Crystal Mind
- 2010: Wicked Moon
- 2010: Don’t You Go up the Sky
- 2011: Pick Your Bones Out of the Water
- 2011: Evil and the Midnight Sun
- 2012: Voodoo Mademoiselle
- 2012: Crumbling Heart
- 2014: Evil Mothergrabber
- 2016: Sugar Moon
- 2016: Love Dimension